# Chiesa di San Pietro (Valdaone)
La chiesa di San Pietro è la parrocchiale di Praso, frazione di Valdaone in Trentino. Fa parte della zona pastorale delle Giudicarie dell'arcidiocesi di Trento e risale al XIV secolo.

## Storia

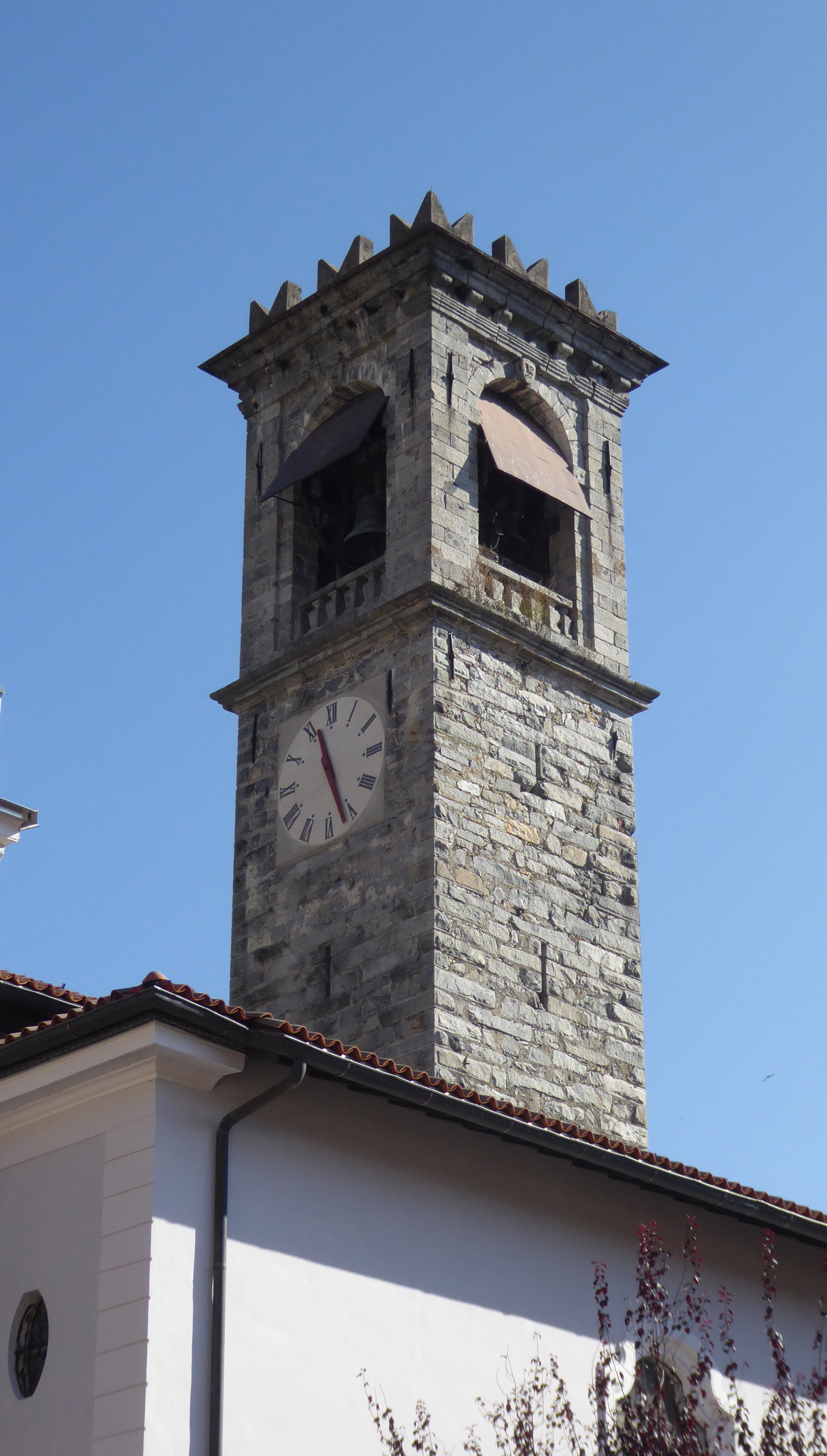
Torre campanaria.

La data di fondazione non è sicura, ma è probabile risalga ai primissimi anni del XIV secolo. La prima citazione riguarda anche il momento della sua solenne consacrazione, avvenuta l'8 luglio 1453, ed è probabile si trattasse di una riconsacrazione, dopo essere stata sin dall'inizio dedicata ai Santi Pietro e Paolo. Nella seconda metà del secolo fu oggetto di importanti lavori di ristrutturazione e nel 1497 fu riconsacrata.
Venne elevata a dignità curaziale nel 1526 e dal 1574 le fu concessa la presenza di un sacerdote residente. Nei primi anni del XVII secolo venne ampliata, sopraelevata e dotata di tre altari, come registrarono le visite pastorali del 1603 e del 1603. Fu ancora riconsacrata nel 1617. Tra il 1623 e il 1638 ebbe la concessione della custodia eucaristica e del fonte battesimale.
Dal punto di vista dell'amministrazione ecclesiastica ottenne l'indipendenza nel 1646. Durante la visita pastorale del 1768 vennero descritti nella sala cinque altari, solo tre di questi risultavano consacrati. La torre campanaria fu eretta entro il 1800 e nel 1804 l'edificio fu oggetto di altri lavori.
Durante la prima guerra mondiale fu gravemente danneggiata e la volta della navata crollò, quindi nel primo dopoguerra fu necessaria la sua completa ristrutturazione. Negli anni seguenti iniziò il lungo lavoro di arricchimento decorativo degli interni, conclusosi nel 1950, ed intanto, nel 1929, venne nuovamente riconsacrata. Venne elevata a dignità di chiesa parrocchiale il 5 giugno 1938.

## Descrizione

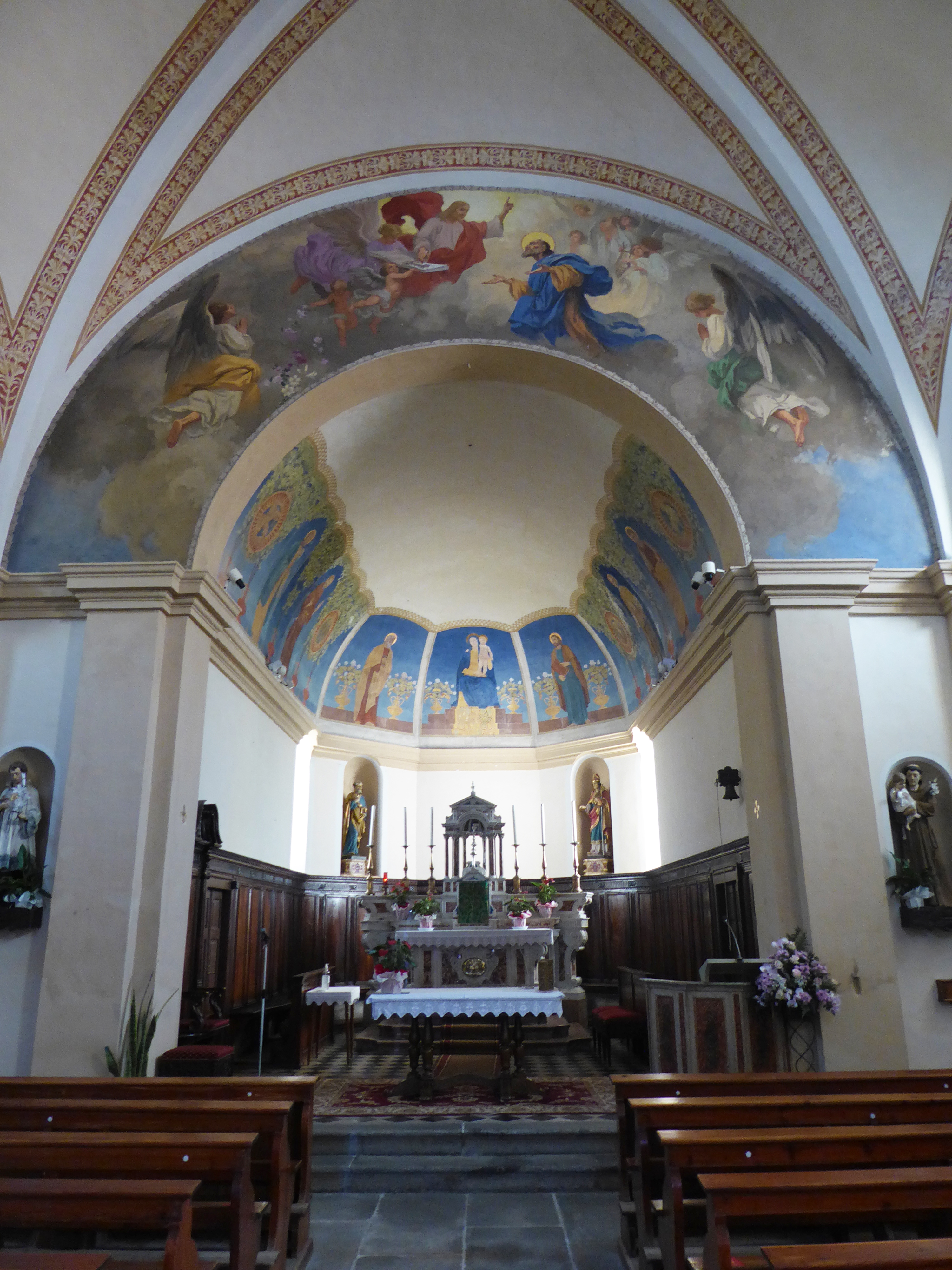
Presbiterio. L'altare maggiore è preceduto dall'altare postconciliare installato in seguito all'adeguamento liturgico.

### Esterni
Il prospetto principale si affaccia sulla piazza del paese ed è caratterizzato da una parte centrale leggermente sporgente con un portico a tre archi retto da due colonne in granito che permette l'accesso al portale architravato con piccolo frontone triangolare superiore. In altro la finestra dai contorni mistilinei porta luce alla sala. La torre campanaria con granito a vista si trova in posizione arretrata sulla sinistra. La cella campanaria si apre con quattro finestre a monofora e culmina con una merlatura coda di rondine.

### Interni
La navata interna è unica e suddivisa in tre campate. La sala è ampliata da quattro cappelle laterali, due per lato. Il presbiterio è leggermente rialzato.